# Žagubica
Žagubica (em cirílico: Жагубица) é uma vila e um município da Sérvia localizada no distrito de Braničevo, na região de Homolje. A sua população era de 2584 habitantes segundo o censo de 2002.

## Demografia
| 1948  | 1953  | 1961  | 1971  | 1981  | 1991  | 2002  | 2011  |
| ----- | ----- | ----- | ----- | ----- | ----- | ----- | ----- |
| 3 365 | 3 694 | 3 670 | 3 591 | 3 479 | 3 349 | 2 823 | 2 584 |